# Les Chefs d'œuvre de Bébé
Pour plus de détails, voir Fiche technique et Distribution.
Les Chefs d'œuvre de Bébé est un film muet français réalisé par Louis Feuillade et sorti en 1912.

## Fiche technique
- Titre : Les Chefs d'œuvre de Bébé
- Réalisation : Louis Feuillade
- Scénario : Louis Feuillade
- Société de production : Société des Établissements L. Gaumont
- Format : Muet - Noir et blanc - 1,33:1 - 35 mm
- Métrage : 99 m
- Genre : Comédie
- Durée : 3 minutes 20
- Année de sortie : 
  -  France : 1912

## Distribution
- René Dary : Bébé
- Renée Carl